# Demon Days (album)
Demon Days – drugi album studyjny zespołu Gorillaz, wydany w maju 2005 roku, promowały go single „Feel Good Inc.”, „Dirty Harry”, „DARE” i „El Mañana/Kids With Guns”. Album uzyskał certyfikat platynowej płyty w Stanach Zjednoczonych oraz Polsce i podwójnej platynowej płyty w Wielkiej Brytanii. W Polsce dystrybutorem albumu jest wytwórnia EMI Music Poland. Wśród gości specjalnych, którzy pojawili się na płycie są: De La Soul, Martina Topley-Bird, Roots Manuva, Bootie Brown, Ike Turner, MF Doom, Neneh Cherry, Shaun Ryder, Bootie Brown, The London Community Gospel Choir i San Fernandez Youth Chorus. Album Demon Days został nagrany we własnym studiu zespołu Kong Studios i wyprodukowany przez zespół oraz Jasona Coxa, Dangera Mouse’a i Jamesa Dringa.
Okładka albumu nawiązuje do płyty Let It Be The Beatles.

## Lista utworów
| Nr  | Tytuł utworu                         | Długość |
| --- | ------------------------------------ | ------- |
| 1.  | „Intro”                              | 1:03    |
| 2.  | „Last Living Souls”                  | 3:10    |
| 3.  | „Kids With Guns”                     | 3:45    |
| 4.  | „O Green World”                      | 4:31    |
| 5.  | „Dirty Harry”                        | 3:49    |
| 6.  | „Feel Good Inc.”                     | 3:42    |
| 7.  | „El Mañana”                          | 3:50    |
| 8.  | „Every Planet We Reach Is Dead”      | 4:53    |
| 9.  | „November Has Come”                  | 2:41    |
| 10. | „All Alone”                          | 3:30    |
| 11. | „White Light”                        | 2:08    |
| 12. | „Dare”                               | 4:04    |
| 13. | „Fire Coming Out of a Monkey's Head” | 3:16    |
| 14. | „Don't Get Lost in Heaven”           | 2:00    |
| 15. | „Demon Days”                         | 4:28    |
|     |                                      | 50:50   |